# Comuna de Gostyń
Gostyń (polaco: Gmina Gostyń) é uma gminy (comuna) na Polónia, na voivodia de Grande Polónia e no condado de Gostyński.
De acordo com os censos de 2004, a comuna tem 27 981 habitantes, com uma densidade 204 hab/km².

## Área
Estende-se por uma área de 136,91 km².

## Comunas vizinhas
- Dolsk, Piaski, Krobia, Poniec, Krzemieniewo, Krzywiń